# Giovanni Mealli
Giovanni Mealli (Roma, 16 marzo 1936) è un politico italiano.

## Biografia
Farmacista romano, alle elezioni politiche del 1994 è il candidato del centrodestra nel collegio uninominale di Roma - Pietralata e risulta eletto deputato con il 53,96% dei voti. A Montecitorio aderisce al Centro Cristiano Democratico ed è membro della XII Commissione Affari sociali, termina il proprio parlamentare nel 1996.
Nel 2001 aderisce a Democrazia Europea, con cui si candida alla Camera nel collegio uninominale di Roma-Ardeatino, ottenendo il 2,64% dei voti, senza essere eletto.